# Allan James Foley

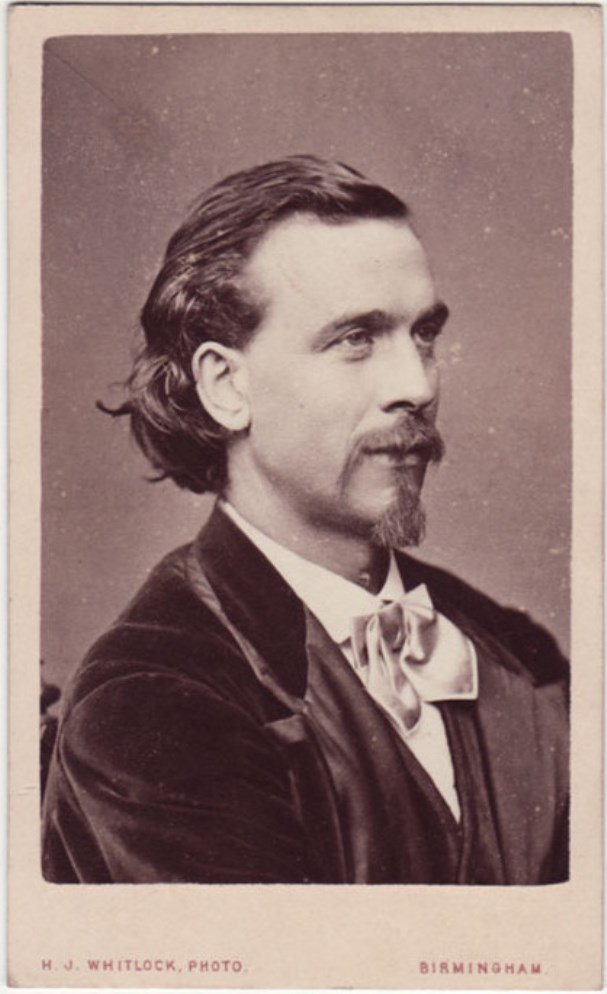
Allan James Foley

Allan James Foley, auch Signor Foli bzw. Allan James Foli (* 7. August 1835  in Cahir; † 10. Oktober 1899 in Southport) war ein irischer Opernsänger (Bass).

## Leben
Foley lebte ab 1853 bei seinem Onkel in Hartfort/Connecticut, wo er Gesangsunterricht bekam und Mitglied eines Kirchenchores war. Auf Empfehlung seines Gesangslehrers setzte er seine Ausbildung ab 1861 bei Giovanni Bisaccia am Conservatorio San Pietro a Maiella in Neapel fort.
Bereits im Folgejahr debütierte er in Catania als Elmiro in Gioachino Rossini Oper Othello. Es folgten Engagements in Modena, Turin und Mailand. In dieser Zeit wurde er als Signor Foli bekannt, einem Namen, der ihm bis zu seinem Lebensende blieb. 1864 trat er am Théâtre des Italiens auf, 1865 debütierte er in London am Her Majesty’s Theatre als Graf de St. Bris in Giacomo Meyerbeers Die Hugenotten, später trat er auch im Theatre Royal Drury Lane und der Covent Garden Opera in insgesamt 60 Opernaufführungen auf. Daneben sang er auch in der Norma in Dublin.
1870 übernahm er in der englischen Uraufführung von Richard Wagners Fliegendem Holländer die Rolle des Daland. In Russland trat er 1873 in Rossinis Moses in Ägypten, Webers Freischütz und Aubers Masaniello auf, 1880 wirkte er an der englischen Uraufführung von Hector Berlioz’ Oratorium L’enfance du Christ in Manchester mit.
Ab 1878 war Foley erster Bassist in James Henry Maplesons Opernkompagnie, mit der er 1878–79 in Amerika, 1892 in Australien und Neuseeland und 1893 in Südafrika auftrat. Als einer der ersten klassischen Musiker sang er 1878 im Londoner Crystal Palace phonographische Aufnahmen ein.